# Olsons stormvogel
De Olsons stormvogel (Bulweria bifax) is een uitgestorven vogel uit de familie van de stormvogels en pijlstormvogels (Procellariidae) en kwam voor op Sint-Helena.